# Dorfkirche Schmiedeberg

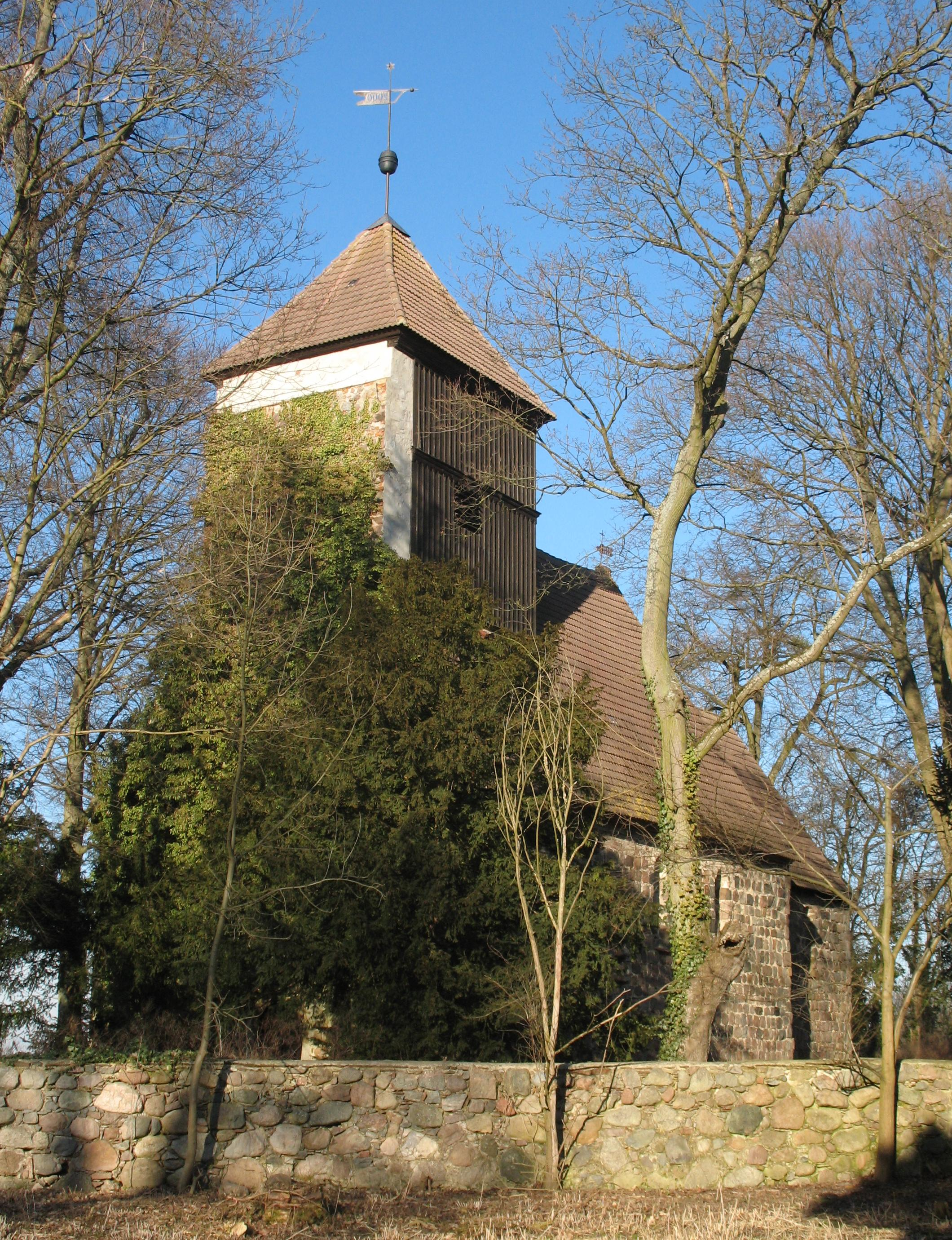
Dorfkirche in Schmiedeberg

Die evangelische Dorfkirche Schmiedeberg ist eine Saalkirche in Schmiedeberg, einem Ortsteil der Stadt Angermünde im brandenburgischen Landkreis Uckermark. Die Kirche gehört der Kirchengemeinde Briest im Pfarrsprengel Gramzow des Kirchenkreises Uckermark der Evangelischen Kirche Berlin-Brandenburg-schlesische Oberlausitz an. Das Gebäude, dessen Ursprung im 13. Jahrhundert vermutet wird, steht unter Denkmalschutz.

## Lage und Baugeschichte
Das Kirchengebäude steht im Süden des Dorfkerns und befindet sich in einer erhöhten Position. Der Bau ist von einem ummauerten Kirchfriedhof umgeben, der jedoch nicht mehr belegt wird. Die Gutsanlage schließt sich nordwestlich an. Schmiedeberg war über mehrere Jahrhunderte eine Tochterkirche von Polßen, wie seit 1557 nachgewiesen werden kann. Heute wird sie von Briest betreut. Ursprünglich hatte die Pfarre vier Hufen, später dann fünf im Jahr 1375. Im Mittelalter gehörte Schmiedeberg zum Bistum Cammin, 1582 zur Inspektion Prenzlau und ab Ende des 17. Jahrhunderts zur Superintendentur Angermünde. Zwischenzeitlich, von 1854 bis 1870, gehörte sie zu Gramzow. Das Patronatsrecht hatte der Landesherr, ab 1577 die Familie von Greiffenberg und die nachfolgenden Gutsbesitzer, zuletzt von der Hagen.
Die Feldsteinkirche zeichnet sich unter den Kirchen in der Uckermark durch das Vorhandensein einer Apsis aus. Diese Besonderheit teilt sie vermutlich nur mit den Dorfkirchen in Bölkendorf, Grünow und Wilsickow. Die Kirche weist romanische Stilmerkmale auf, die auf eine Errichtung im mittleren 13. Jahrhundert hinweisen. Die Feldsteinschichten sind nicht durchgehend, was darauf hindeutet, dass der Bau abschnittsweise errichtet wurde. Vermutlich wurde zuerst der Chor provisorisch abgeschlossen und in Benutzung genommen. Die sorgfältige Rundbogenöffnung im Westgiebel des Chores scheint ursprünglich als Fensteröffnung gedient zu haben und wurde nach dem Bau des Schiffs funktionslos. Der Durchgang vom Chor zum Schiffsdachboden ist jünger. Ost- und Westteile der Kirche stimmen stilistisch überein, so dass kein längerer zeitlicher Abstand anzunehmen ist. Im Gegensatz zu vielen Kirchen in der Region, die langgezogene frühgotische Lanzettfenster haben, besitzt die Schmiedeberger Dorfkirche kürzere, gedrückt spitzbogige Fensteröffnungen. Die Portale sind teils rund-, teils spitzbogig. Im Dachraum über dem Chor – am Ostgiebel des Schiffs – wurden Putzreste gefunden, die darauf hindeuten, dass der Chor ursprünglich nicht vielleicht mit einer Flachdecke, sondern einer Tonnenwölbung abgeschlossen war.
Teile des Mauerwerks der Schmiedeberger Kirche weisen starke Abplatzungen auf, die auf einen Brand zurückgeführt werden können, der vermutlich bereits im 14. Jahrhundert stattgefunden hat. Bei der Wiederherstellung wurden Mauerwerksausbesserungen durchgeführt, bei denen auch Mauerziegel zum Einsatz kamen. Ein Strebepfeiler wurde am Scheitel der Apsis errichtet, um Setzungsschäden zu beheben. Das Backsteinformat, das im Mauerwerk zu finden ist, deutet auf das 16. Jahrhundert hin, in dem wahrscheinlich auch das jetzige Dachwerk des Chors entstand. Möglicherweise stehen die Baumaßnahmen in Zusammenhang mit der Jahreszahl 1586 auf der Wetterfahne auf dem Ostgiebel des Schiffs. Im 17. Jahrhundert wurde eine barocke Erneuerung der Kirche durchgeführt, bei der unter anderem Decken mit Stuckverzierung und eine Dachkonstruktion über dem Schiff sowie ein westlicher Fachwerkturm entstanden. Im Jahr 1843/44 erfolgte eine Renovierung der Kirche unter dem Patronatsherrn Carl Friedrich von der Hagen. Aus dieser Zeit stammen die Jahreszahlen 1843 auf der Wetterfahne am Ostgiebel des Schiffs und 1844 am Altaraufsatz. Eine Turmreparatur wurde 1928 von Zimmermeister Johannes Koosch aus Gramzow durchgeführt. Im Jahr 1962 wurde vermutlich eine Winterkirche unter der Orgelempore eingerichtet und 1986 wurden die Dächer der Kirche erneuert. 1997 folgte eine Restaurierung des Kircheninneren.

## Baubeschreibung
Die Schmiedeberger Dorfkirche weist einen in der Uckermark seltenen dreiteiligen Aufbau auf, bestehend aus einem rechteckigen Schiff (15,6 × 11,5 Meter), einem eingezogenen annähernd quadratischen Chor (8,2 × 7,6 Meter) und einer flachen gerundeten Apsis (insgesamt ca. 28,8 Meter Länge). An die massiv aufgeführte Westseite des Turms ist eine jüngere, in das Schiff eingebundene Turmkonstruktion aus Fachwerk angelehnt, die außen verbrettert ist und mit einem Pyramidendach abschließt.
Das sockellose Mauerwerk der Kirche besteht aus quaderartigen Feldsteinen, wobei die Ecksteine oft nicht den Mauerschichten entsprechen und auch zwischen den Bauteilen die Steinschichten nicht durchgehend angeordnet sind. Das unregelmäßig kleinteilige Feldsteinmauerwerk der Giebel war wohl ehemals mit Schlämme oder Putz versehen. Der Ostgiebel des Schiffes weist eine kreuzförmige Öffnung auf. Der Westgiebel besteht aus gequadertem Mauerwerk. Der mittlere Giebelteil wurde als massive Westseite des Turms hochgeführt; diese Aufmauerung wurde später im Norden und Süden verbreitert und erhöht. Somit muss auch der mittelalterliche Vorgänger des jetzigen Turms bereits eine Holzkonstruktion gewesen sein. Sämtliche ursprünglichen Öffnungen sind noch vorhanden, wobei das relativ kleine spitzbogige Westportal bis heute geöffnet ist. Das Rundbogenportal in der Mitte der Nord- und das sehr kleine Spitzbogenportal der Südseite des Schiffs sind jedoch vermauert.
Die Priesterpforte auf der Südseite des Chors war ursprünglich schlanker, aber aufgrund des gestiegenen Bodenniveaus führen nun fünf Stufen in das Innere hinab. Das Schiff hat je drei relativ hoch sitzende Fenster mit gedrückt-spitzbogigen Feldsteinbögen, während sich im Chor nur zwei befinden. Das mittlere Apsisfenster ist durch einen Strebepfeiler verdeckt. Bis in die 1950er-Jahre befand sich in der oberen Nische ein aufrecht stehender Formziegel, der den Eindruck einer menschenähnlichen Figur erweckte. Einige der oberen Mauerschichten der Apsis wurden teilweise mit Ziegeln erneuert, und flachbogige Veränderungen aus Ziegeln sind auch an den östlichen Chor- und nordöstlichen Apsisfenstern zu sehen. Der jetzige Westturm ist eine in das Schiff eingestellte Fachwerkkonstruktion mit Kreuzstreben und einer Pyramidendachkrone mit Wetterfahne. Die metallene Turmspitze von 1681 wurde unten abgestellt. Der Westteil des Schiffs ist durch eine Fachwerkwand vom Kirchsaal und dem Turmunterbau getrennt, die vier alte Fenster mit grünlichem mundgeblasenem Glas enthält.
Aufgänge zu Empore und Turm befinden sich im Südteil. Im Südwesten wurden Reste älteren Wandputzes bewahrt. Eine Vorhalle wurde in der Mitte durch Holzwände und eine dachförmige Decke abgetrennt. Nach der Abtrennung des Westteils ist das Kirchenschiff nun ein breiter Raum, der durch einen gedrückt spitzbogigen Triumphbogen mit dem Chor verbunden ist. Freigelegte Wandmalereireste wurden abgedeckt und übertüncht. 1934 wurden spätgotische Rankenornamente in Rot und Grün sowie Kartuschenwerk in Frührenaissanceformen auf der Laibung erwähnt.
Beide Raumteile überspannen putzverzierte Flachdecken mit geometrischen Stuckleisten. Die Apsis besteht aus Feldsteinen mit einer Kalotte. Der Fußboden im Kircheninneren besteht durchweg aus großen Ziegeln. Im Westen gibt es eine Empore mit polygonalen Holzstützen und einer Brüstung mit einfacher Felderung, die vom Patronatsherrn Carl von der Hagen im Jahr 1855 gestiftet wurde. Im Schiff befindet sich barockes Kastengestühl in zwei Blöcken, und im Chor befindet sich ein beidseitig einreihiges Gestühl mit geschlossener Brüstung und geschwungenen Wangen.
Das Schiffsdach ist eine verzapfte Sparrenkonstruktion mit Kehl- und Hahnenbalken sowie liegendem Stuhl. Die Kehlbalken sitzen sehr hoch, darunter gibt es ohne Abstand Spannriegel und Windverband zwischen den Stuhlsäulen. Ein mittleres Hängewerk unterstützt die recht breite Schiffsdecke. Über dem Chor befindet sich älteres verblattetes Dachwerk aus sehr kräftigen Balken. Die Sparren sind auf Gehrung versetzt und es gibt einen doppelt stehenden Stuhl und Kreuzstreben oberhalb der Kehlbalken. Darunter gibt es mit Abstand Spannriegel zur Queraussteifung und in Längsrichtung zwischen den Stuhlsäulen unter den Rähmen eine als Hängewerk wirkende Konstruktion mit Riegeln und Streben.

## Ausstattung
Das Altarretabel besteht aus einem Unterbau aus Feldstein, der noch aus der Bauzeit stammt. Das spätgotische Retabel hat zwei bewegliche Flügelpaare sowie feste äußere Standflügel und ist dreifach wandelbar. Es wurde um 1510/20 erstellt und zeigt Malereien von Lukas Cranachs dem Älteren, die vereinfacht, in kräftigen Farben und in plakativer Art umgesetzt wurden. Die Schnitzfiguren sind stilistisch altertümlicher und stammen aus den Jahren um 1460/70. Es ist nicht klar, ob diese Figuren in das neue Gehäuse übernommen oder von einem älteren versierten Meister einer uckermärkischen oder pommerschen Werkstatt geschaffen wurden. Das Retabel wurde Ende des 17. Jahrhunderts überfasst und durch einen barocken Aufsatz mit Akanthuswangen ergänzt. Ungefähr Mitte des 19. Jahrhunderts wurde es in ungewöhnlicher Weise mit einer kleinen Orgel kombiniert, die später wieder beseitigt wurde. Die Schnitzfiguren wurden 1844 in minderer Qualität neu gefasst und die Maßwerke erneuert. Zwischen 1960 und 1971 wurde die Fassung in den kirchlichen Werkstätten erneuert. Das stark beschädigte Retabel wurde 1995 konserviert und dabei einzelne beschädigte Teile ergänzt.
Im Schrein befinden sich drei große Standfiguren, darunter die Strahlenkranz-Madonna, flankiert von den Heiligen Katharina und Barbara. Auf den Flügelinnenseiten des Retabels befinden sich Schnitzfiguren der zwölf Apostel, angeordnet in Dreiergruppen unter Maßwerkbaldachinen. Die zweite Wandlung zeigt insgesamt acht gemalte Passionsszenen (vom Ölberg bis zur Auferstehung). Auf der Werktagsseite sind die Heiligen Nikolaus und Christophorus auf den Standflügeln sowie je vier weibliche Heilige auf den inneren Flügeln zu sehen, die in Zweiergruppen angeordnet sind. In der später verkürzten Predella wurden 2011 die gemalten Heiligen Martin und Georg freigelegt. Dazwischen befanden sich ursprünglich figürliche Darstellungen, von denen nur noch Maßwerkschleier vorhanden sind. Die seitlich am Schrein angebrachten Wangen sind im Barockstil mit gemaltem Akanthuswerk gestaltet. Hinter den ovalen Öffnungen des Retabels befanden sich ursprünglich Orgelpfeifen, die im 19. Jahrhundert durch auf Leinwand aufgezogene Reproduktionen (Brustbild der Gottesmutter und von Christus mit Dornenkrone nach Guido Reni) ersetzt wurden. Diese befinden sich jetzt auf der Rückseite des Altars.
Bereits vor 1945 wurden zwei gotische Figuren aus der Kunstsammlung der Familie von der Hagen in den Nischen aufgestellt. Die Figuren sind die Heilige Anna selbdritt aus der zweiten Hälfte des 15. Jahrhunderts und ein sitzender heiliger Bischof aus der Mitte des 15. Jahrhunderts. Das abschließende Gebälk hat acht Wappen, darunter auch das der Familie von der Hagen, sowie vier spätmittelalterliche musizierende Engel. Im 18. Jahrhundert wurden Engelputten hinzugefügt, um ein Himmelskonzert zu schaffen. In der Mitte befindet sich ein gesprengter Rundbogengiebel mit einem Wappen und einer Inschrift, die besagt, dass Carl Friedrich von der Hagen die Kirche im Jahr 1844 renoviert hat. Ein Engel dirigiert die darunter stehenden kleineren Engel. Auf den elegant geschnitzten Seitenteilen befinden sich zwei sitzende Putten und auf den Flügeln Flammenvasen.
Das kleine gusseiserne Altarkreuz aus der ersten Hälfte des 19. Jahrhunderts befindet sich jetzt in der Winterkirche. Das Altarleuchterpaar stammt aus dem frühen 17. Jahrhundert und besteht aus Bronze. Es hat eine balusterartige Form mit einem zylindrischen Zwischenstück. Der Taufstein aus dem Jahr 1855 ist kelchförmig und aus Terrakotta gefertigt. Er ist mit gewundenen Säulchen und reichem gotisierenden Blendmaßwerkdekor geschmückt. Die Zinntaufschale hat die Inschrift „F. H. v d H. 1855“.
Die Kanzel stammt aus dem frühen 17. Jahrhundert und wurde 1962 restauriert. Sie ist aus Holz gefertigt und hat einfache Spätrenaissanceformen. Auf einem vierseitigen Säulenfuß befindet sich ein achteckiger Pyramidenstumpf. Die Felder des fünfteiligen Kanzelkorbs sind durch Säulen getrennt, die Füllungen sind marmoriert. Ein achteckiger Schalldeckel rundet die Kanzel ab.
Gegenüber der Kanzel am Triumphbogen befindet sich ein Kruzifix, das 1964 in Oderberg geschaffen wurde und sich an einem spätgotischen, 80 cm großen Schnitzwerk des späten 15. Jahrhunderts orientiert. Das Originalschnitzwerk gelangte damals ins Pfarrhaus in Polßen. Ein weiteres Kruzifix aus dem 18. Jahrhundert befindet sich jetzt im Stadtmuseum Angermünde und besteht aus farbig gefasstem Holz.
Das Turmuhrwerk stammt aus dem Jahr 1872 und wurde von der Großuhrmacherei F. Moellingen aus Berlin hergestellt. Im Turmbereich befindet sich eine sandsteinerne Inschrifttafel als Grabstein für Jacob Baum (1716–1786), den „Mühlenmeister auf der Polschen Mühle“. Eine Wappentafel der Familie von der Hagen aus der Mitte des 19. Jahrhunderts besteht aus Holz und Zinn, ist bemalt und befindet sich auf einer Holzplatte mit geschwungenem Rahmen. Sie enthält sieben blaue Tafeln mit Wappen und Inschriften, beginnend mit Ernst Adam von der Hagen (1668–1716), dem Stammvater der Schmiedeberger Linie, und endend mit Heinrich Friedrich August von der Hagen (1750–1829). Acht Totenkronen stammen aus den Jahren 1862, 1869, 1870, 1871, 1875, 1876 sowie zwei von 1878. Sie sind in Schaukästen an den Schiffswänden ausgestellt und wurden 2009 restauriert.
Eine Gedenktafel für Christian Friedrich Wilhelm Otto, der 1813 als freiwilliger Jäger in der Schlacht von Großbeeren im Alter von 27 Jahren gefallen ist, wurde 1816 von seiner Mutter, der Mühlenmeisterin Hanne Charlotte Otto, geborene Schulze, und seinen Geschwistern gewidmet. Die Gedenktafel besteht aus Holz und befindet sich in einem klassizistischen Rahmen mit Inschrift auf dunklem Grund. Sie wird von einem plastischen Adler mit Eisernem Kreuz in einem Eichenlaubkranz gekrönt. Im Schiff befinden sich drei gerahmte Holztafeln mit Inschriften auf dunklem Grund und einem darüber angeordneten Eisernen Kreuz. Es handelt sich um Gedenktafeln für die Gefallenen der Befreiungskriege (1813–15), dem Deutschen Krieg (1866), dem Deutsch-Französischen Krieg (1870–71) sowie dem Ersten Weltkrieg (1914–18).

### Glocken
Im Glockenstuhl hängen zwei Bronzeglocken. Eine Glocke stammt vermutlich aus dem 15. Jahrhundert und hat keine Inschriften. Sie hat ein betont kantiges Profil und glatte ringförmige Verzierungen am Hals. Die andere Glocke wurde 1661 von Franz Sebastian Voillard aus Lothringen bzw. Frankfurt/Oder gegossen und hat ein Gießerwappen sowie Reliefs einer stehenden Madonna und des Gekreuzigten zwischen Maria und Johannes.

### Orgel
Die Orgel aus dem Jahr 1855 wurde von Lang & Dinse aus Berlin gebaut und ersetzte ein kleines Instrument von Christian Friedrich Voigt aus Wartin aus dem Jahr 1773. Die Orgel gilt als besonders wertvolles Werk der beiden Buchholz-Schüler. Reparaturen wurden 1886 von Hermann Teschner aus Fürstenwalde und 1921 von Albert Kienscherf aus Eberswalde durchgeführt. Die Prospektpfeifen, die 1917 für Rüstungszwecke eingeschmolzen wurden, wurden erst im Zuge der grundlegenden Restaurierung 2007/08 durch die Eberswalder Orgelbauwerkstatt Andreas Mähnert und Harry Sander ergänzt. Es handelt sich um eine Schleifladenorgel mit mechanischer Traktur und einem klassizistischen Prospekt mit flankierenden Rundtürmen. Sie steht gesondert unter Denkmalschutz. Acht Register sind auf einem Manual und Pedal verteilt, dazu gibt es drei Pedaltransmissionen. Die Disposition lautet:
| I Manual C–f3 |              |    |
| 1.            | Principal    | 8′ |
| 2.            | Gedackt      | 8′ |
| 3.            | Salicional   | 8′ |
| 4.            | Oktave       | 4′ |
| 5.            | Flauto dolce | 4′ |
| 6.            | Gemshorn     | 2′ |

| Pedal C–f1 |                      |     |
| 7.         | Subbass              | 16′ |
| 8.         | Violon               | 8′  |
|            | Principal (= Nr. 1)  | 8′  |
|            | Gedackt (= Nr. 2)    | 8′  |
|            | Salicional (= Nr. 3) | 8′  |

- Koppel: I/P
- Spielhilfen:  Evacuant, Kalkantenruf

(siehe auch: Orgel-Glossar)

## Kirchfriedhof

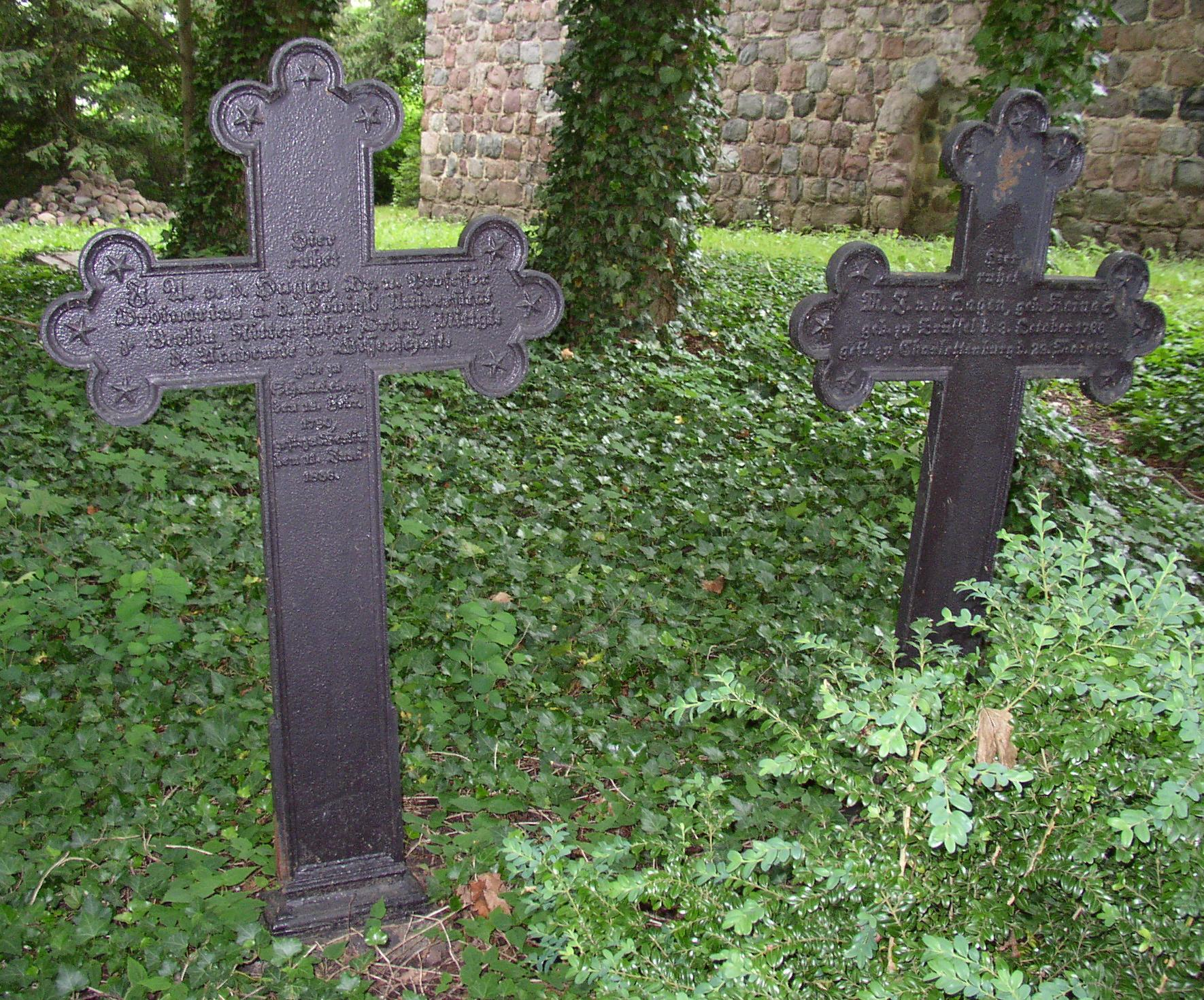
Grabstätte des Ehepaars von der Hagen

Der Kirchfriedhof ist von einer gesondert unter Denkmalschutz stehenden Feldsteinmauer umgeben, die in verschiedenen Phasen erbaut wurde. Zugang erhält man durch Tore mit verputzten Ziegelpfosten auf der West- und Nordseite.
Südlich der Kirche befindet sich die Grabstätte des Amtmanns Christian Friedrich Raasch (1748–1822), die ein bemerkenswertes Zeugnis des klassizistischen preußischen Eisenkunstgusses darstellt. Die Grabstätte besteht aus einer gusseisernen Stele, die in Anlehnung an antike Altäre gestaltet ist und Inschriften sowie eine Giebelabdeckung aufweist. Umgeben wird die Stele von einem Gitter mit Mäanderband. Die Grabstätte steht gesondert unter Denkmalschutz.
Südlich der Grabstätte von Raasch stehen zwei schmiedeeiserne Grabkreuze, die ebenfalls gesondert unter Schutz stehen. Eines davon ist für den Germanisten Friedrich Heinrich von der Hagen (1780–1856), der in Schmiedeberg geboren wurde und ein Pionier der wissenschaftlichen Germanistik war. Er war auch ein bekannter Herausgeber und Übersetzer vieler alter und mittelalterlicher deutscher Texte sowie persisch-arabischer Dichtungen. Das andere Grabkreuz ist für seine Ehefrau Marie Josephine, geborene Reynack (1788–1858). Beide Grabkreuze wurden 2011 restauriert. Eine aufwändig gestaltete gusseiserne Einfassung der Grabstätte stammt ebenfalls aus der zweiten Hälfte des 19. Jahrhunderts.